# Gioventù cannibale
Gioventù cannibale è un'antologia di racconti, scritti da vari autori, successivamente definiti I Cannibali, termine che in parte deriva anche dall'aver partecipato a quest'opera. Il libro è a cura di Daniele Brolli e viene pubblicato per la prima volta nel 1996 da Einaudi editore.
Ha detto in proposito Daniele Luttazzi: "Fu un'antologia profetica: intellettuali come Mauri e Guglielmi la criticarono perché secondo loro conteneva una narrativa lontana dalla realtà italiana. Dopo qualche mese, l'Italia conobbe i casi del mostro di Firenze, del serial killer ligure, di Erika e Omar, dei satanisti lombardi eccetera. Gli artisti hanno le antenne e sentono in anticipo quello che sta per arrivare."

## Autori
Gli autori che hanno partecipato con i loro racconti a quest'antologia sono:
- Niccolò Ammaniti
- Luisa Brancaccio
- Alda Teodorani
- Aldo Nove
- Daniele Luttazzi
- Andrea G. Pinketts
- Massimiliano Governi
- Matteo Curtoni
- Matteo Galiazzo
- Stefano Massaron
- Paolo Caredda

## Racconti contenuti
I racconti sono raggruppati in tre sezioni: Adolescenza feroce, Atrocità quotidiane e Malinconie di sangue.

### Atrocità quotidiane

#### Seratinadi Niccolò Ammaniti e Luisa Brancaccio
Emanuele, studente universitario romano fuori corso, l'indomani deve alzarsi presto per andare al matrimonio di un cugino a Siena. Il suo amico Aldo lo invita ad una seratina a base di droga; Emanuele prima nicchia, poi accetta. Passano con l'auto a prendere Melania, procace infermiera della nonna di Aldo e amante del ragazzo, poi s'introducono nottetempo nello zoo di Roma. Melania masturba Emanuele e in compenso gli chiede che le porti un cucciolo di canguro da accarezzare; il giovane s'introduce nella gabbia ma sveglia la madre, e vistosi perduto le spara con la pistola del padre di Aldo. I tre fuggono col cangurino, quindi Aldo, fatto di cocaina, si ferma in uno spiazzo frequentato da travestiti che si prostituiscono e ne prende di mira uno, sottoponendolo ad un quiz estemporaneo e dichiarandogli che gli sparerà se sbaglierà le risposte. Emanuele interviene a placare Aldo prima che la situazione precipiti definitivamente, poi viene riportato a casa e può prepararsi per andare al matrimonio. Il canguro, abbandonato nella piazzola, muore investito da un furgone.

#### E Roma piangedi Alda Teodorani
Un sicario della 'ndrangheta caduto in disgrazia si riduce a fare il venditore abusivo di accendini nei pressi della Stazione Termini di Roma. Una sera un anziano signore lo avvicina offrendosi di pagarlo profumatamente se "ripulirà" la zona da barboni e sbandati. Il killer riprende allora con passione il suo vecchio mestiere.

#### Il mondo dell'amoredi Aldo Nove
Michele e Sergio sono due amici dalle limitate capacità intellettive che passano il loro tempo libero a osservare la folla in un ipermercato di Malnate, in Provincia di Varese, oppure a ripetere ossessivamente la sigla di OK il prezzo è giusto, a sparlare di meridionali e omosessuali, a fumare marijuana o a guardare videocassette porno. Un giorno, suggestionati da una di queste, si amputano il pene e si lanciano in un rapporto omosessuale prima di morire dissanguati.

#### Cappuccetto splatterdi Daniele Luttazzi
A Milano, una giovane modella ungherese, chiamata "Cappuccetto rosso" per la custodia del suo inalatore anti-asma, è incaricata dal suo agente di portare degli psicofarmaci ad uno stilista in crisi. Nel tragitto incontra un P.R. di nome Marco, vicino di casa dello stilista, che si offre di darle un passaggio e la fa accomodare in casa sua. Marco intanto va dallo stilista, lo fa a pezzi e lo mette nel freezer. Arriva la modella, che riconosce i poveri resti dello stilista; Marco, che si è acquattato, le salta addosso e le riserva lo stesso trattamento, poi divora entrambi i malcapitati e si mette a dormire. Passa di lì l'agente di Cappuccetto rosso, che intendendo quello che è successo apre il ventre di Marco e ne trae fuori la modella e lo stilista, sani e salvi.

#### Diamonds are for neverdi Andrea G. Pinketts
Una famiglia diretta ai Lidi ferraresi con la sua automobile investe il cadavere di un suicida, che rimane in mezzo alla strada. Su di una corriera che procede nella stessa direzione viaggia una comitiva di un'ottantina di anziani. Il venditore di pentole che li accompagna, Nico, è in realtà un delinquente che ha rubato alla malavita ottanta diamanti e ha progettato d'intrufolarsi nella gita, simulare un incidente stradale, dare alle fiamme la corriera con tutti i suoi passeggeri e poi sparire col malloppo in attesa che si calmino le acque. La corriera, investendo il cadavere del suicida, sbanda, col risultato che l'affettatrice sfugge di mano a Nico decapitando una passeggera; ciò spinge il malvivente ad affrettare il suo piano. Il gitante Tino Pepe gli chiede di fermarsi un attimo per poter abusare sessualmente di una signorina in chemioterapia, cosa che gli viene concessa. Sopraggiungono i fratelli Manzo, derubati da Nico, per riprendersi i diamanti, ma vengono freddati dalla sua 44 Magnum, che però finisce i colpi. I passeggeri allora lo sopraffanno e si dividono i diamanti, poi bruciano la corriera col cadavere di Nico all'interno.

### Adolescenza feroce

#### Diario in estatedi Massimiliano Governi
Asia è una diciassettenne drogata che frequenta il parco di Villa Pamphili a Roma. Un giorno fa la conoscenza di Nicolas, un musicista sbandato di cui si innamora e col quale condivide molte passioni, ma questi non piace al padre di Asia che teme abbia una cattiva influenza sulla figlia. Nicolas picchia l'uomo, e Asia accetta di separarsi da Nicolas per evitargli una denuncia. Nel loro ultimo incontro, Nicolas uccide Asia con una chitarrata, poi dà il suo cadavere in pasto alle nutrie.

#### Treccine biondedi Matteo Curtoni
Ad un concerto punk rock, un giovane viene attratto dalle treccine bionde di una ragazza che balla nel pogo. Giunto da lei, si rende conto che qualcosa non va: la ragazza infatti è morta per uno squarcio nel ventre e il suo corpo continua a dimenarsi perché sorretto dagli altri pigiati insieme. Il suo assassino gli chiede di badare a lei mentre va a cercarsi un'altra vittima.

#### Cose che io non sodi Matteo Galiazzo
Una ragazza, figlia di testimoni di Geova, scrive una lettera a José, un serial killer in carcere che ama perché è convinta sia la reincarnazione di Gesù Cristo. Gli racconta delle sue convinzioni sul bene e sul male e del progetto di fondare una nuova religione col suo amico Eliah.

### Malinconie di sangue

#### Il rumoredi Stefano Massaron
Un giornalista milanese di mezza età non riesce più a dormire perché sente ossessivamente un rumore di un evento traumatico della sua preadolescenza. Su consiglio del suo medico, si mette a scrivere la vicenda. Alla fine degli anni Cinquanta egli abitava con molte altre famiglie di origine meridionale in un caseggiato di Cologno Monzese. Tra i suoi vicini c'era Debora, una bambina obesa e brufolosa soprannominata "la Palla" e presa in giro dagli altri bambini. Un giorno, giocando a campana, fa un rovinoso ruzzolone e, di risposta alle canzonature, affronta Carmine, che si atteggia a capo del gruppo; questi però decide di farle pagare la sua mancanza di rispetto e, assieme al narratore e ad un altro ragazzino, la costringe ad un rapporto orale. La sera Debora si chiude nella sua cameretta, e mentre la madre e il padre litigano (la madre si lamenta che il padre, avanzo di galera, spenda i suoi pochi soldi in donne e alcool anziché usarli per far visitare la figlia da uno specialista), esce dalla finestra e si getta nel vuoto, pensando di salire a cavalcioni di un uomo volante. Il rumore che fa spiaccicandosi nel cortile è quello che ancora oggi tiene sveglio il narratore.

#### Giorno di paga in via Ferrettodi Paolo Caredda
Il narratore della storia, un libero professionista appassionato di fantascienza e anime robotici, si reca la vigilia di Natale in un appartamento del quartiere genovese di San Fruttuoso per un incarico di lavoro. Il giorno dopo, in un parco vicino, vede una donna ancora giovane e bella di nome Monica e suo figlio Andrea di otto anni, che sta giocando con dei Transformers. Sfruttando questa passione comune, si rivolge prima al bambino poi alla madre, che lo prende in simpatia; nei giorni successivi vanno a cena insieme e si fermano nell'appartamento di lei, che ha lavorato in una televisione locale e vorrebbe sfondare nel mondo dello spettacolo. Monica racconta anche della delusione che le avrebbe fatto patire il suo vecchio amante, il magnate Dino Drago, che è proprio colui che ha assunto il professionista per vendicarsi di come Monica l'avrebbe trattato. La donna viene perciò narcotizzata, quindi le vengono estratti gli incisivi, la chioma le viene decolorata con sostanze tossiche e le ciglia le vengono strappate dalle palpebre; per completare l'opera, il narratore prende Andrea e lo abbandona nei boschi sopra Genova.

## Edizioni
- Daniele Brolli (a cura di), Gioventù Cannibale, Stile Libero 400, Torino, Einaudi, 1996,  pp. X-204, ISBN 978-88-06-14268-1.
  - Juventud canibal, Grijalbo, 1996
  - Jeunesse cannibale, Naturellement, 2000
- Daniele Brolli (a cura di), Gioventù Cannibale, con un nuovo scritto di Emanuele Trevi, Stile Libero 400, Torino, Einaudi, 2006,  pp. X-212, ISBN 978-88-06-18369-1.